# Meskan
Meskan est un woreda du centre-sud de l'Éthiopie situé autour de Butajira. Ce district a 155 782 habitants en 2007 et son chef-lieu est Enseno.
Sa partie orientale se détache au début des années 2020 pour former le woreda Misrak Meskan.
Les deux districts se rattachent en 2023 à la zone Est Gurage de la région Éthiopie du Centre.

## Origine et nom
La création du district remonte aux années 2000. Il se forme dans la zone Gurage de la région des nations, nationalités et peuples du Sud au plus tard lors du recensement de 2007 et reprend la partie occidentale de l'ancien woreda Meskanena Mareko à l'exception notable de la ville-woreda de Butajira,.
Il porte le nom des Gouragués parlant le meskan (en), une des langues gouragué occidentales[à vérifier].
S'agissant du district, ce nom peut s'écrire Mesekan, ou Meskan,.
Son périmètre reste pratiquement inchangé jusqu'à la fin des années 2010. En revanche, il perd l'est de son territoire au début des années 2020 au bénéfice du woreda Misrak Meskan qui occupe 108 km2 au contact de Mareko,.
Meskan et Misrak Meskan font partie de la zone Gurage de la région des nations, nationalités et peuples du Sud jusqu'au transfert de cette zone dans la région Éthiopie du Centre en août 2023 et à la création de la zone Est Gurage.

## Situation
Le chef-lieu, Enseno ou Inseno, se trouve une vingtaine de kilomètres au sud-est de Butajira,.
Le district s'étend au nord jusqu'à la zone Sud-Ouest Shewa de la région Oromia et au sud jusqu'à la zone Silt'e.
Il fait partie du bassin versant du lac Ziway par la rivière Meki.[à vérifier]
| Kokir Gedbano      | Seden Sodo | Soddo  |
| Muhor Na Aklil     | Meskan     | Mareko |
| Alicho Werero      | Silt'e     |        |
| Enclave : Butajira |            |        |

## Démographie
Le recensement national de 2007 fait état de 155 782 habitants dans le district, dont 7 % de citadins qui sont les 11 388 habitants d'Enseno. Environ 60 % des habitants sont musulmans, 35 % sont orthodoxes et 5 % sont protestants.
En 2022, la population est estimée sur le même périmètre à 218 370 personnes avec une densité de population de 489 personnes par km2 et 447 km2 de superficie,.